# Болтаево
 Болтаево  — поселок в Альметьевском районе Татарстана. Входит в состав Новоникольского сельского поселения.

## География
Находится в юго-восточной части Татарстана на расстоянии приблизительно 10 км по прямой на север от районного центра города Альметьевск.

## История
Основан в 1910-х годах переселенцами из села Старое Болтаево, позднее подселились уроженцы села Старое Шуганово (ныне Муслюмовского района). До 1960-х годов представляли собой два поселка: Болтаево-1 и Болтаево-2. В советское время работал колхоз «Зерновой ключ». В 2000-х годах началась застройка загородными домами горожан.

## Население
Постоянных жителей было: в 2002 — 13 (татары 38 %, русские 54 %), 3 в 2010.